# Tayloria rudimenta
Tayloria rudimenta är en bladmossart som beskrevs av Bai Xue-liang och Benito C. Tan 2000. Tayloria rudimenta ingår i släktet trumpetmossor, och familjen Splachnaceae. Inga underarter finns listade i Catalogue of Life.